# Szczerbowo (Białoruś)
Szczerbowo (biał. Шчэрбава, Szczerbawa; ros. Щербово, Szczerbowo) – wieś na Białorusi, w obwodzie brzeskim, w rejonie kamienieckim, w sielsowiecie Peliszcze, przy drodze republikańskiej R7.

## Historia
W dwudziestoleciu międzywojennym leżało w Polsce, w województwie poleskim, w powiecie brzeskim, w gminie Kamieniec Litewski. W 1921 miejscowość liczyła 278 mieszkańców, zamieszkałych w 59 budynkach, w tym 217 Białorusinów i 61 Polaków. 220 mieszkańców było wyznania prawosławnego i 58 rzymskokatolickiego.
Po II wojnie światowej w granicach Związku Sowieckiego. Od 1991 w niepodległej Białorusi.